# Tội phạm ở Hồng Kông

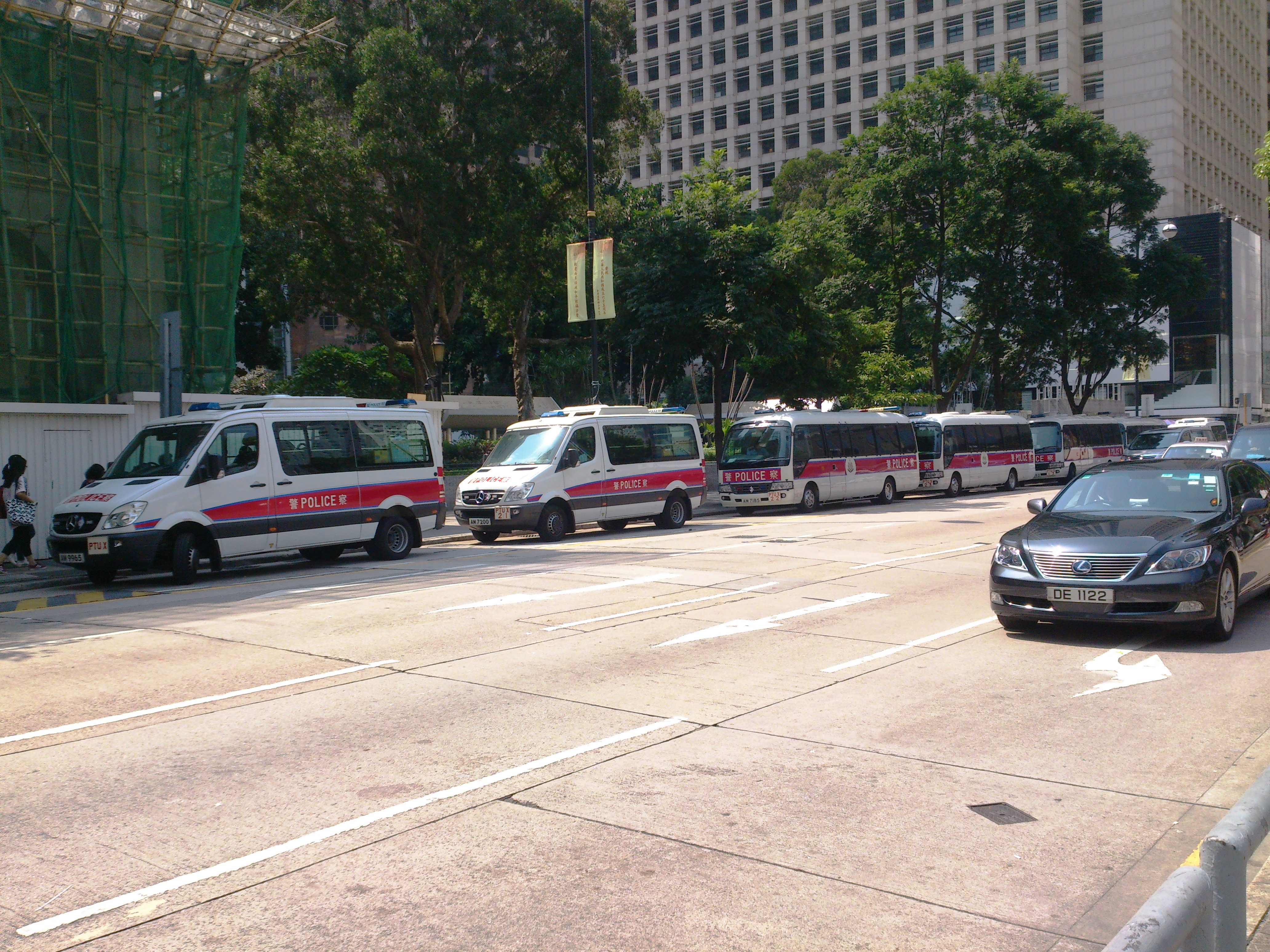
Xe cảnh sát ở Hồng Kông

Tội phạm ở Hồng Kông hiện diện dưới nhiều hình thức. Các hành vi tội phạm phổ biến nhất là trộm cắp, hành hung, phá hoại, tội phạm ma túy, buôn bán tình dục, và tội phạm liên quan đến băng đảng Hội Tam Hoàng. Năm 2015, Hồng Kông một trong những nơi có tỷ lệ giết người thấp nhất thế giới, ngang với Nhật Bản nhưng cao hơn Ma Cao và Singapore. Xem thêm Danh sách các nước theo tỷ lệ giết người cố ý.

## Thống kê
| Tỉ lệ tội phạm        | 2001 | 2002 | 2003 | 2004 | 2005 | 2006 | 2007 | 2008 | 2009 | 2010 | 2011 | 2012 | 2013 | 2014 | 2015 | 2016 |
| --------------------- | ---- | ---- | ---- | ---- | ---- | ---- | ---- | ---- | ---- | ---- | ---- | ---- | ---- | ---- | ---- | ---- |
| Tổng số vụ giết người | 66   | 69   | 52   | 45   | 34   | 35   | 18   | 36   | 47   | 35   | 17   | 27   | 62   | 27   | 22   | 28   |
| Tỉ lệ giết người      | 1,0  | 1,0  | 0,8  | 0,7  | 0,5  | 0,5  | 0,3  | 0,5  | 0,7  | 0,5  | 0,2  | 0,4  | 0,9  | 0,4  | 0,3  | 0,4  |

Tính đến năm 2015, hành vi tội phạm ở Hồng Kông đã giảm xuống mức thấp nhất trong vòng 36 năm. Có 10.889 trường hợp tội phạm bạo lực được ghi nhận ở Hồng Kông. Ngoài ra, nơi đây cũng xảy ra 22 vụ giết người, 5.360 vụ xô xát và tấn công gây thương tích nghiêm trọng, 223 vụ cướp, 2.579 vụ trộm và 70 vụ cưỡng hiếp. Trong thập niên 2000, số lượng và tỷ lệ các vụ giết người cao nhất rơi vào năm 2002. Năm 2011 có tỷ lệ và số vụ giết người thấp nhất, 17 (0,2 vụ giết người trên 100.000 người; thấp nhất thế giới). Tỷ lệ giết người tăng 129,6% trong năm 2013 so với năm 2012 (bao gồm cả 39 nạn nhân của vụ chìm phà đảo Nam Nha).
Các tội danh phổ biến nhất ở Hồng Kông là tội phạm bất bạo động. Đã có 27.512 trường hợp trộm cắp được thực hiện ở Hồng Kông trong năm 2015. Các hình thức ăn cắp phổ biến nhất là trộm cắp linh tinh, trộm đồ, móc túi và trộm xe.  Tội phạm hình sự cũng là một tội phạm phổ biến ở Hồng Kông, với 5.920 trường hợp được báo cáo trong năm 2015.

## Tội phạm có tổ chức
Các hành vi tội phạm ở Hồng Kông thường được gây ra bởi các hội tam hoàng. Các tội danh liên quan đến bộ ba thông thường bao gồm tống tiền, đánh bạc bất hợp pháp, buôn bán ma túy và lừa đảo. Tân Nghĩa An (một trong những hội tam hoàng lớn nhất thế giới), được thành lập tại Hồng Kông vào năm 1919. Nó được cho có 55.000 hội viên trên toàn thế giới. Đối thủ của Tân Nghĩa An là băng 14K. 14K được thành lập tại Quảng Châu, Quảng Đông, Trung Quốc vào năm 1945 và dời đến Hồng Kông năm 1949. Theo lời kể của tội phạm người Anh Colin Blaney trong cuốn tự truyện Undesirables, các nhóm tội phạm có tổ chức người Anh được biết đến với tên gọi Wide Awake Firm và Inter City Jibbers chuyên trộm đồ trang sức và móc túi cũng từng hoạt động ở Hồng Kông.
Ngoài ra, các tổ chức tội phạm trong và ngoài còn thực hiện hành vi buôn bán tình dục ở Trung Quốc, bao gồm cả Hồng Kông. Nhiều gái nhà thổ Hoa lục ở Hồng Kông được cho là nạn nhân của mua bán tình dục.

## Buôn bán tình dục
Nạn bán tình dục là một trong những vấn đề ở Hồng Kông. Phụ nữ và trẻ em gái người Hồng Kông và kể cả nước ngoài bị ép làm gái mại dâm trong các nhà thổ, tư gia và cơ sở kinh doanh trong thành phố.